# Liga Española de Baloncesto 1970-1971
La Liga Española de Baloncesto 1970-1971 è stata la 15ª edizione del massimo campionato spagnolo di pallacanestro maschile. La vittoria finale è stata ad appannaggio del Real Madrid.

## Risultati

### Stagione regolare
|     | Squadra                | G  | V  | N | P  | PF    | PS    | P.ti | Qualificazione                    |
| --- | ---------------------- | -- | -- | - | -- | ----- | ----- | ---- | --------------------------------- |
| 1.  | Real Madrid            | 22 | 21 | 0 | 1  | 2.070 | 1.442 | 42   |                                   |
| 2.  | Juventud Badalona      | 22 | 21 | 0 | 1  | 1.866 | 1.451 | 42   |                                   |
| 3.  | Picadero JC            | 22 | 13 | 3 | 6  | 1.701 | 1.614 | 29   |                                   |
| 4.  | Manresa                | 22 | 11 | 1 | 10 | 1.648 | 1.645 | 23   |                                   |
| 5.  | Kas                    | 22 | 11 | 0 | 11 | 1.664 | 1.635 | 22   |                                   |
| 6.  | Barcellona             | 22 | 11 | 0 | 11 | 1.715 | 1.666 | 22   |                                   |
| 7.  | RC Náutico de Tenerife | 22 | 9  | 0 | 13 | 1.470 | 1.707 | 18   |                                   |
| 8.  | Estudiantes            | 22 | 8  | 0 | 14 | 1.612 | 1.636 | 16   |                                   |
| 9.  | Breogán                | 22 | 8  | 0 | 14 | 1.547 | 1.816 | 16   | spareggi retrocessione/promozione |
| 10. | Sant Josep Badalona    | 22 | 7  | 1 | 14 | 1.498 | 1.631 | 15   | spareggi retrocessione/promozione |
| 11. | CD Mataró              | 22 | 5  | 1 | 16 | 1.426 | 1.677 | 11   | retrocesse in Segunda División    |
| 12. | Águilas de Bilbao      | 22 | 4  | 0 | 18 | 1.532 | 1.829 | 8    | retrocesse in Segunda División    |

| Liga Española de Baloncesto 1970-1971 |
| ------------------------------------- |
| Real Madrid 13º titolo                |

### Spareggi retrocessione/promozione
| Squadra 1  | Totale  | Squadra 2           | Andata | Ritorno |
| ---------- | ------- | ------------------- | ------ | ------- |
| Breogán    | 133–131 | CD Vasconia         | 79–64  | 54–67   |
| Real Canoe | 120-127 | Sant Josep Badalona | 65–55  | 55–72   |

## Formazione vincitrice
| N° | Naz.                   | Ruolo | Sportivo            |  | Alt. |  |
| -- | ---------------------- | ----- | ------------------- |  | ---- |  |
| 4  | Spagna (bandiera)      | AP    | Wayne Brabender     |  | 193  |  |
| 5  | Spagna (bandiera)      | P     | Vicente Ramos       |  | 180  |  |
| 6  | Spagna (bandiera)      | C     | Cristóbal Rodríguez |  | 202  |  |
| 7  | Spagna (bandiera)      | P     | Carmelo Cabrera     |  | 183  |  |
| 8  | Spagna (bandiera)      | AP    | Vicente Paniagua    |  | 194  |  |
| 9  | Spagna (bandiera)      | A     | Toncho Nava         |  | 190  |  |
| 10 | Spagna (bandiera)      | AP    | Emiliano Rodríguez  |  | 191  |  |
| 11 | Spagna (bandiera)      | P     | José Ramón Ramos    |  |      |  |
| 12 | Spagna (bandiera)      | C     | Rafael Rullán       |  | 207  |  |
| 13 | Spagna (bandiera)      | C     | Clifford Luyk       |  | 202  |  |
| 14 | Spagna (bandiera)      | A     | Juan Tarruella      |  |      |  |
| 14 | Stati Uniti (bandiera) | C     | Jim Signorile       |  |      |  |
|    | Spagna (bandiera)      | All.  | Pedro Ferrándiz     |  |      |  |